# McFly
McFly ist eine britische Popband.

## Geschichte
Die 2003 gegründete Band McFly erhielt 2003 einen Plattenvertrag beim britischen Label Island Records. Ihre Debütsingle 5 Colours in Her Hair stieg im April 2004 auf Platz 1 der britischen Charts ein und hielt sich dort zwei Wochen.
Anfang 2005 wurde die Band mit einem BRIT Award als beste Popband ausgezeichnet.
2006 treten sie im Film Zum Glück geküsst unter eigenem Namen auf.

## Diskografie

### Studioalben
| Jahr | Titel                 | Höchstplatzierung, Gesamtwochen, AuszeichnungChartplatzierungen (Jahr, Titel, Platzierungen, Wochen, Auszeichnungen, Anmerkungen) | Höchstplatzierung, Gesamtwochen, AuszeichnungChartplatzierungen (Jahr, Titel, Platzierungen, Wochen, Auszeichnungen, Anmerkungen) | Anmerkungen                              |
| Jahr | Titel                 | UK | IE | Anmerkungen                              |
| ---- | --------------------- | --- | --- | ---------------------------------------- |
| 2004 | Room on the 3rd Floor | UK1 ×2Doppelplatin · (54 Wo.)UK                                                                                                   | IE19 (11 Wo.)IE | Erstveröffentlichung: 5. Juli 2004       |
| 2005 | Wonderland            | UK1 Platin · (19 Wo.)UK | IE11 (10 Wo.)IE | Erstveröffentlichung: 29. August 2005    |
| 2006 | Motion in the Ocean   | UK6 Platin · (14 Wo.)UK | IE23 (6 Wo.)IE | Erstveröffentlichung: 6. November 2006   |
| 2008 | Radio:ACTIVE          | UK8 Gold · (8 Wo.)UK | IE26 (3 Wo.)IE | Erstveröffentlichung: 22. September 2008 |
| 2010 | Above the Noise       | UK20 Gold · (7 Wo.)UK | IE79 (1 Wo.)IE | Erstveröffentlichung: 15. November 2010  |
| 2020 | Young Dumb Thrills    | UK2 (7 Wo.)UK | IE23 (1 Wo.)IE | Erstveröffentlichung: 13. November 2020  |
| 2023 | Power to Play         | UK2 (1 Wo.)UK | IE51 (1 Wo.)IE | Erstveröffentlichung: 9. Juni 2023       |

### Gemeinschaftsalben
| Jahr | Titel    | Höchstplatzierung, Gesamtwochen, AuszeichnungChartplatzierungen (Jahr, Titel, Platzierungen, Wochen, Auszeichnungen, Anmerkungen) | Höchstplatzierung, Gesamtwochen, AuszeichnungChartplatzierungen (Jahr, Titel, Platzierungen, Wochen, Auszeichnungen, Anmerkungen) | Anmerkungen                                                    |
| Jahr | Titel    | UK | IE | Anmerkungen                                                    |
| ---- | -------- | --- | --- | -------------------------------------------------------------- |
| 2014 | McBusted | UK9 Gold · (10 Wo.)UK | IE31 (6 Wo.)IE | Erstveröffentlichung: 1. Dezember 2014 mit Busted als McBusted |

### Livealben
| Jahr | Titel  | Höchstplatzierung, Gesamtwochen, AuszeichnungChartplatzierungen (Jahr, Titel, Platzierungen, Wochen, Auszeichnungen, Anmerkungen) | Höchstplatzierung, Gesamtwochen, AuszeichnungChartplatzierungen (Jahr, Titel, Platzierungen, Wochen, Auszeichnungen, Anmerkungen) | Anmerkungen                         |
| Jahr | Titel  | UK | IE | Anmerkungen                         |
| ---- | ------ | --- | --- | ----------------------------------- |
| 2025 | 21 Fly | UK71 (… Wo.)UK | — | Erstveröffentlichung: 21. März 2025 |

### Kompilationen
| Jahr | Titel                                   | Höchstplatzierung, Gesamtwochen, AuszeichnungChartplatzierungen (Jahr, Titel, Platzierungen, Wochen, Auszeichnungen, Anmerkungen) | Höchstplatzierung, Gesamtwochen, AuszeichnungChartplatzierungen (Jahr, Titel, Platzierungen, Wochen, Auszeichnungen, Anmerkungen) | Anmerkungen                             |
| Jahr | Titel                                   | UK | IE | Anmerkungen                             |
| ---- | --------------------------------------- | --- | --- | --------------------------------------- |
| 2007 | All The Greatest Hits                   | UK4 Platin · (10 Wo.)UK | IE20 (5 Wo.)IE | Erstveröffentlichung: 5. November 2007  |
| 2007 | The Greatest Bits: B-Sides and Rarities | UK83 (1 Wo.)UK | — | Erstveröffentlichung: 3. Dezember 2007  |
| 2012 | Memory Lane: The Best Of                | UK21 Platin · (14 Wo.)UK | IE79 (2 Wo.)IE | Erstveröffentlichung: 26. November 2012 |

### Singles
| Jahr | Titel Album                                                             | Höchstplatzierung, Gesamtwochen, AuszeichnungChartplatzierungen (Jahr, Titel, Album, Platzierungen, Wochen, Auszeichnungen, Anmerkungen) | Höchstplatzierung, Gesamtwochen, AuszeichnungChartplatzierungen (Jahr, Titel, Album, Platzierungen, Wochen, Auszeichnungen, Anmerkungen) | Anmerkungen                                                     |
| Jahr | Titel Album                                                             | UK | IE | Anmerkungen                                                     |
| ---- | ----------------------------------------------------------------------- | --- | --- | --------------------------------------------------------------- |
| 2004 | 5 Colours in Her Hair Room on the 3rd Floor                             | UK1 Silber · (19 Wo.)UK | IE7 (10 Wo.)IE | Erstveröffentlichung: 29. März 2004                             |
| 2004 | Obviously Room on the 3rd Floor                                         | UK1 Platin · (13 Wo.)UK | IE14 (10 Wo.)IE | Erstveröffentlichung: 21. Juni 2004                             |
| 2004 | That Girl Room on the 3rd Floor                                         | UK3 (16 Wo.)UK | IE13 (5 Wo.)IE | Erstveröffentlichung: 6. September 2004                         |
| 2004 | Room on the 3rd Floor                                                   | UK5 (10 Wo.)UK | IE27 (8 Wo.)IE | Erstveröffentlichung: 15. November 2004                         |
| 2005 | All About You / You’ve Got a Friend Wonderland                          | UK1 ×2Doppelplatin · (19 Wo.)UK | IE1 (16 Wo.)IE | Erstveröffentlichung: 7. März 2005                              |
| 2005 | I’ll Be OK Wonderland                                                   | UK1 (11 Wo.)UK | IE8 (6 Wo.)IE | Erstveröffentlichung: 15. August 2005                           |
| 2005 | I Wanna Hold You Wonderland                                             | UK3 (9 Wo.)UK | IE15 (4 Wo.)IE | Erstveröffentlichung: 17. Oktober 2005                          |
| 2005 | Ultraviolet / Ballad of Paul K Wonderland                               | UK9 (4 Wo.)UK | IE25 (5 Wo.)IE | Erstveröffentlichung: 12. Dezember 2005                         |
| 2006 | Don’t Stop Me Now / Please, Please Motion in the Ocean                  | UK1 (8 Wo.)UK | IE15 (6 Wo.)IE | Erstveröffentlichung: 17. Juli 2005                             |
| 2006 | Star Girl Motion in the Ocean                                           | UK1 Platin · (9 Wo.)UK | IE14 (3 Wo.)IE | Erstveröffentlichung: 23. Oktober 2006                          |
| 2006 | Sorry’s Not Good Enough / Friday Night Motion in the Ocean              | UK3 (6 Wo.)UK | IE29 (3 Wo.)IE | Erstveröffentlichung: 18. Dezember 2006                         |
| 2007 | Baby’s Coming Back / Transylvania Motion in the Ocean (Special Edition) | UK1 (10 Wo.)UK | IE16 (3 Wo.)IE | Erstveröffentlichung: 7. Mai 1007                               |
| 2007 | The Heart Never Lies All The Greatest Hits                              | UK3 Silber · (6 Wo.)UK | IE16 (4 Wo.)IE | Erstveröffentlichung: 22. Oktober 2007                          |
| 2008 | One for the Radio Radio:ACTIVE                                          | UK2 (5 Wo.)UK | IE20 (4 Wo.)IE | Erstveröffentlichung: 9. Juli 2008                              |
| 2008 | Lies Radio:ACTIVE                                                       | UK4 (7 Wo.)UK | IE30 (2 Wo.)IE | Erstveröffentlichung: 15. September 2008                        |
| 2008 | Do Ya / Stay with Me Radio:ACTIVE                                       | UK18 (3 Wo.)UK | — | Erstveröffentlichung: 24. November 2008                         |
| 2010 | Party Girl Above the Noise                                              | UK6 (6 Wo.)UK | IE31 (2 Wo.)IE | Erstveröffentlichung: 6. September 2010                         |
| 2010 | Shine a Light Above the Noise                                           | UK4 Platin · (19 Wo.)UK | IE13 (13 Wo.)IE | Erstveröffentlichung: 7. November 2010 feat. Taio Cruz          |
| 2011 | That’s the Truth Above the Noise                                        | UK35 (3 Wo.)UK | — | Erstveröffentlichung: 7. März 2011                              |
| 2012 | Love Is Easy Memory Lane: The Best Of                                   | UK10 Silber · (14 Wo.)UK | IE40 (1 Wo.)IE | Erstveröffentlichung: 11. November 2012                         |
| 2013 | Love Is on the Radio –                                                  | UK6 (3 Wo.)UK | IE20 (2 Wo.)IE | Erstveröffentlichung: 24. November 2013                         |
| 2014 | Air Guitar McBusted                                                     | UK12 (3 Wo.)UK | — | Erstveröffentlichung: 21. November 2014 mit Busted als McBusted |

Weitere Singles
- 2015: Get Over It
- 2020: Happiness
- 2020: Growing Up
- 2020: Tonight Is the Night
- 2021: You’re Not Special
- 2021: Dragonball
- 2021: Walking In The Air
- 2023: Where Did All The Guitars Go?
- 2023: God of Rock & Roll

## Auszeichnungen für Musikverkäufe
| Platin-Schallplatte - Australien - 2013: für die Single Love Is Easy - Brasilien - 2009: für die Single Lies - 2009: für die Single One for the Radio - Neuseeland - 2015: für die Single Love Is Easy |

Anmerkung: Auszeichnungen in Ländern aus den Charttabellen bzw. Chartboxen sind in ebendiesen zu finden.
| Land/RegionAuszeichnungen für Musikverkäufe (Land/Region, Auszeichnungen, Verkäufe, Quellen) | Silber     | Gold     | Platin       | Verkäufe  | Quellen             |
| -------------------------------------------------------------------------------------------- | ---------- | -------- | ------------ | --------- | ------------------- |
| Australien (ARIA)                                                                            | —          | —        | Platin1      | 70.000    | aria.com.au         |
| Brasilien (PMB)                                                                              | —          | —        | 2× Platin2   | 120.000   | pro-musicabr.org.br |
| Neuseeland (RMNZ)                                                                            | —          | —        | Platin1      | 15.000    | radioscope.co.nz    |
| Vereinigtes Königreich (BPI)                                                                 | 3× Silber3 | 2× Gold2 | 11× Platin11 | 5.600.000 | bpi.co.uk           |
| Insgesamt                                                                                    | 3× Silber3 | 2× Gold2 | 15× Platin15 |           |                     |